# West Newton
West Newton é um distrito localizado no estado norte-americano de Pensilvânia, no Condado de Westmoreland.

## Demografia
Segundo o censo norte-americano de 2000, a sua população era de 3083 habitantes.
Em 2006, foi estimada uma população de 2916, um decréscimo de 167 (-5.4%).

## Geografia
De acordo com o United States Census Bureau tem uma área de
3,2 km², dos quais 2,9 km² cobertos por terra e 0,3 km² cobertos por água.

## Localidades na vizinhança
O diagrama seguinte representa as localidades num raio de 12 km ao redor de West Newton.